# Алтарь Портинари
«Алта́рь Портина́ри», «Триптих Портинари» (итал. Il Trittico Portinari) — алтарный триптих работы нидерландского мастера Хуго ван дер Гуса на сюжет «Поклонение пастухов». Картина, датируемая 1477—1478 годами, написана мастером Северного Возрождения маслом на дереве (центральная панель: 253x304 см; боковые панели: 253x141 см). Хранится в галерее Уффици во Флоренции. Это произведение имело важное значение для развития искусства раннего итальянского Возрождения. Доставленное в 1483 году во Флоренцию, своим впечатляющим натурализмом и тончайшей техникой живописи это произведение оказало значительное влияние на творчество итальянских художников.

## История и художественное значение алтаря
Триптих был написан по заказу Томмазо Портинари, итальянского банкира, который более сорока лет прожил в Брюгге (Нидерланды) в качестве представителя флорентийского банка Медичи. Алтарный триптих предназначался для церкви Святого Эгидия (Chiesa di Sant’Egidio) при Оспедале (Приюте) Санта-Мария-Нуова, находившихся под покровительством семьи Портинари.
Готовые панели с помощью Никколо ди Джованни Каппони были перевезены на корабле в Пизу, который сначала сделал заход на Сицилию, а затем отправился вверх по реке Арно во Флоренцию, куда алтарь прибыл 28 мая 1483 года. Он был поднят у ворот Сан-Фредиано шестнадцатью грузчиками и перевезён в церковь Сант-Эджидио.
Картины фламандских художников уже были известны во Флоренции, но Алтарь Портинари стал самым большим произведением, привезённым в столицу Тосканы. Алтарь выставили для обозрения в церкви. Тончайшая техника «фламандской манеры» (живопись методом лессировок) и иллюзорность изображения производили ошеломляющее впечатление. Местные художники до того времени работали преимущественно темперой, которая не могла дать множества просвечивающих слоёв и, следовательно, тонкой моделировки объёмной формы. Технику масляной живописи северные мастера вначале применяли для раскрашивания деревянных статуй церковных алтарей по гипсовому грунту, а затем перенесли на росписи деревянных створок таких же алтарей. Поэтому искусство Возрождения в живописи, образно говоря, двигалось не только с Востока на Запад, но и с Севера на Юг.
Эрвин Панофский, используя термин «ars nova», заимствованный им из истории нидерландской музыки, имел, таким образом, смелость утверждать, что эпоха Возрождения в отношении живописи началась не в самой Италии, а в Нидерландах. В. Н. Гращенков также весьма категорично писал: «В нидерландских городах уже в первой трети этого столетия совершился художественный переворот огромного исторического значения. Там, в окружении феодальной и придворно-рыцарской культуры, родилось новое европейское искусство — искусство реалистической масляной живописи. Не Дюрер, а Ян Ван Эйк стоит у истоков Северного Возрождения».

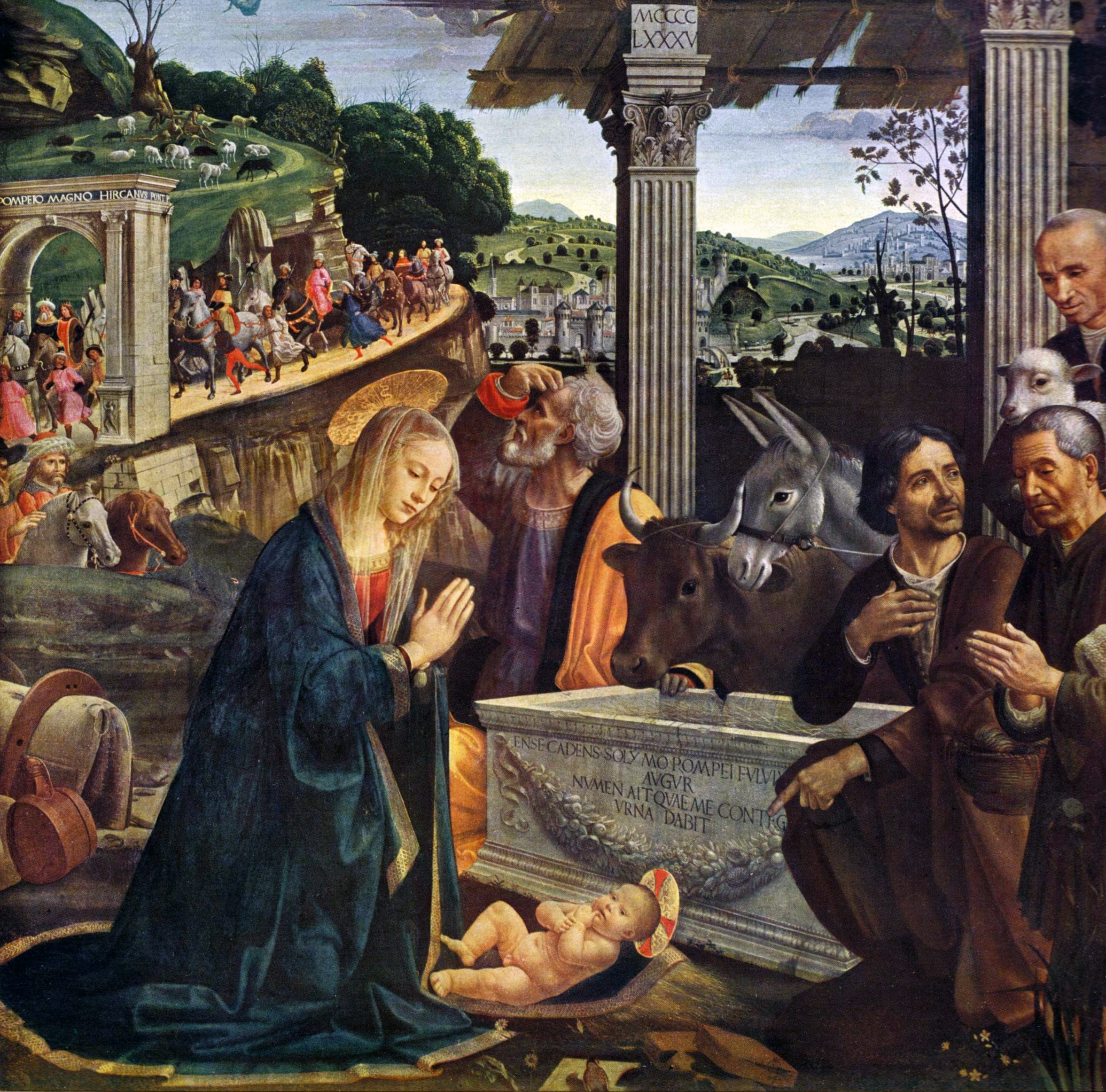
Доменико Гирландайо. Поклонение пастухов. После 1483 г. Дерево, темпера. Капелла Сассетти церкви Санта-Тринита, Флоренция

Многие итальянские художники пытались подражать нидерландскому мастеру. Доменико Гирландайо попытался повторить «магический реализм» нидерландца в изображении персонажей в «Поклонении пастухов», но писал по старинке, темперой.
В 1567 году Триптих Портинари подвергся расчленению, однако панели, к счастью, сохранились, и их удалось собрать позднее, в 1871 году. В путеводителях XIX века это произведение ошибочно атрибутировали в качестве работы Андреа дель Кастаньо или Доменико Венециано. В 1900 году алтарь попал в галерею Уффици вместе с другими произведениями искусства как дар Оспедале Санта-Мария-Нуова. Традиционная датировка алтаря: около 1475 года, основана на оценке возраста детей заказчика, изображённых на боковых панелях (слева Пиджелло и Антонио с отцом, родившихся соответственно в 1474 и 1472 годах, справа Маргерита, родившаяся в 1471 году, с матерью Марией). Историк Хэтфилд Стренс опубликовал серию документов о прибытии картины во Флоренцию и на их основании предложил датировку 1478 годом.

## Композиция и иконография
Сцена «Поклонения Младенцу», представленная на центральной створке алтаря, следует описаниям одного из видений святой Бригитты Шведской. Действие происходит в необычной обстановке, где небесные и земные фигуры представлены рядом. На центральной панели «хлев Рождества» изображён в виде деревенского навеса, но с каменной колонной. Город на дальнем плане — символ заброшенного дворца царя Давида, далёкого предка Христа, узнаваемого по символу: резная арфа на люнете портала и надпись с его пророчеством о ребёнке, который родится от Девы.
В центре — фигура Марии, стоящей на коленях, изображённой очень живо и индивидуально, со сложенными руками, обращённой к Младенцу, покоящемуся на земле в сияющих лучах: это образ Иисуса как «Света мира». Остальные созерцатели чуда выстроены вокруг Девы Марии с Младенцем: слева святой Иосиф в красной ризе и два летящих ангела; в переднем ряду симметрично две группы ангелов: два в белом слева и пять в богато расшитых одеждах справа; позади них три пастуха — типичные крестьяне с грубыми лицами, изображённые с большим реализмом (эти фигуры скопировал Гирландайо), с четвёртым, прибывающим из далека; два ангела, одетые в голубое, замыкают круг, а другие взмывают в небо. В глубине видны вол и осёл согласно тексту апокрифического «Протоевангелия Иакова». Все фигуры по средневековому обычаю даны в обратной перспективе (размер фигур увеличивается снизу вверх, от переднего плана к дальнему).
Томмазо Портинари изображён на левой створке с двумя своими сыновьями Антонио и Пиджелло. Его жена Мария ди Франческо Барончелли представлена на правой створке со своей дочерью Маргеритой. Все донаторы, кроме Пиджелло, сопровождаются тезоименными святыми покровителями — святым Фомой (с пикой), святым Антонием (с колоколом), Марией Магдалиной (с сосудом с миром) и святой Маргаритой (с книгой и драконом). На дальнем плане представлены сцены, связанные с главным сюжетом: на левой створке — Мария и Иосиф на пути в Вифлеем, на центральной панели (справа вверху) — явление ангела пастухам, на правой створке — три волхва на пути в Вифлеем. Композиция дополняется множеством мелких бытовых деталей, также написанных предельно натуралистично.

## Внешние панели
Боковые створки алтаря, как было принято в Средневековье, сделаны закрывающимися. Их наружные поверхности расписаны монохромно (гризайлью) и представляют сцену Благовещения. Художник изобразил фигуры Марии и Архангела Гавриила в глубоких нишах, экспрессивно и с эффектами светотени, создавая пространственную иллюзию. Подобные приёмы также следуют средневековой традиции, согласно которой церковные алтари окружали деревянные, иллюзорно расписанные скульптуры.

## Детали Алтаря Портинари

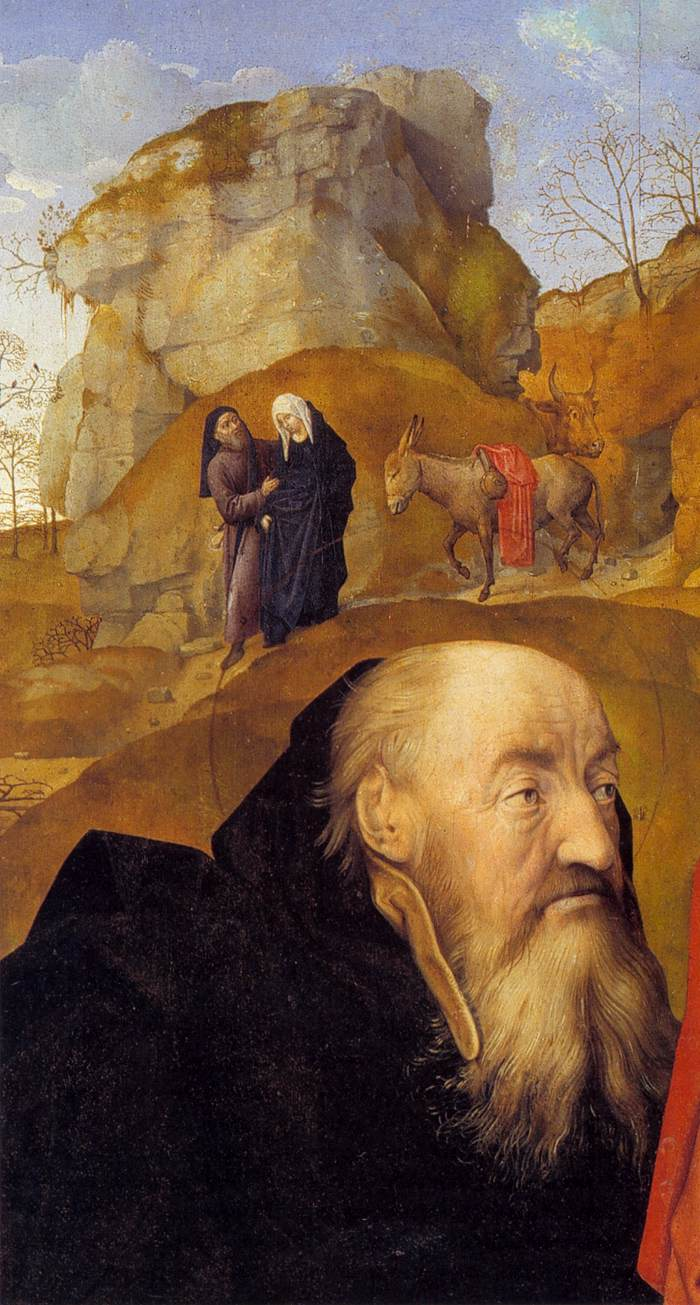
Деталь левой створки. Святой Антоний и Путешествие в Вифлеем (на дальнем плане)
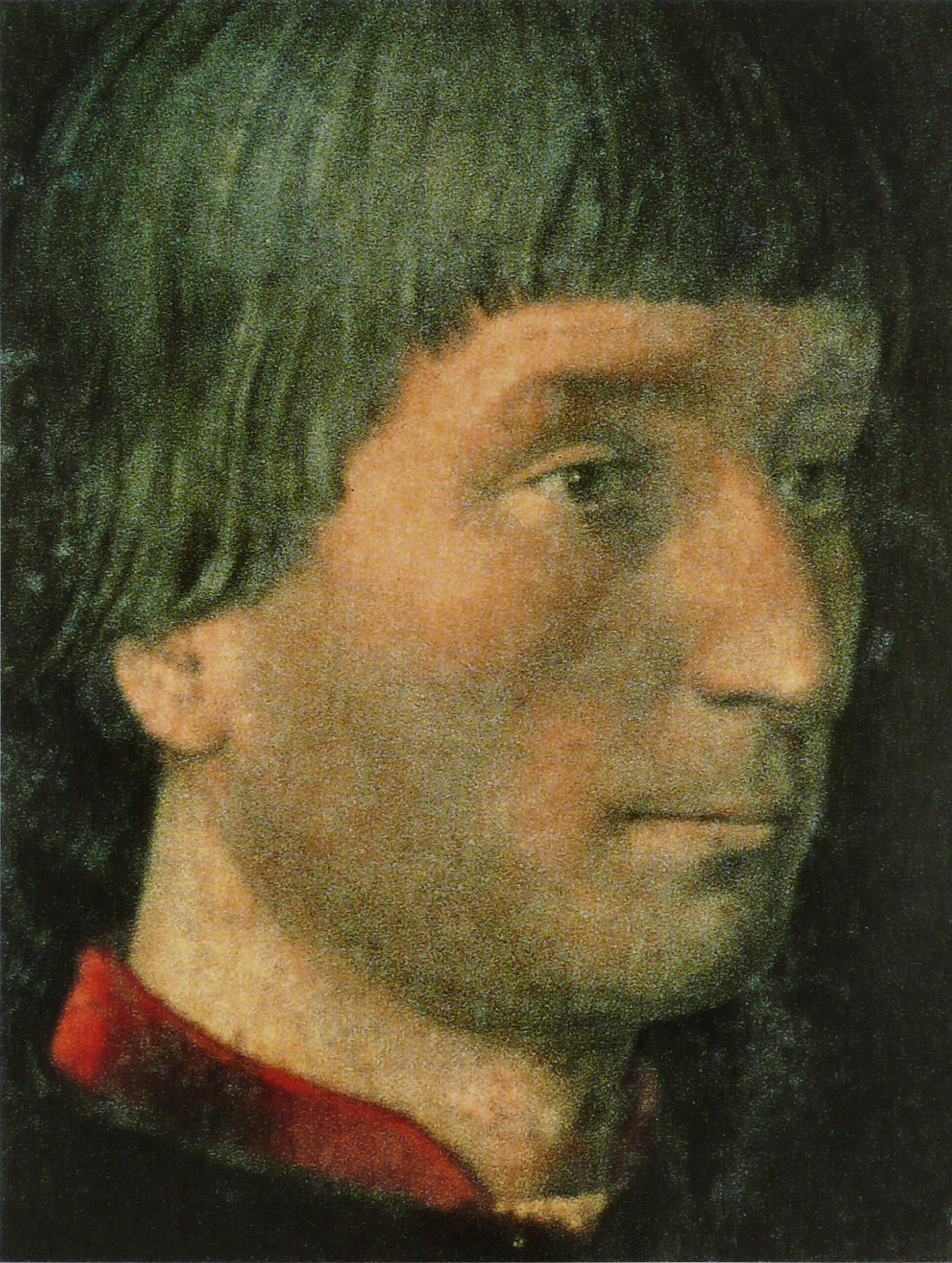
Портрет Томмазо Портинари. Деталь левой створки
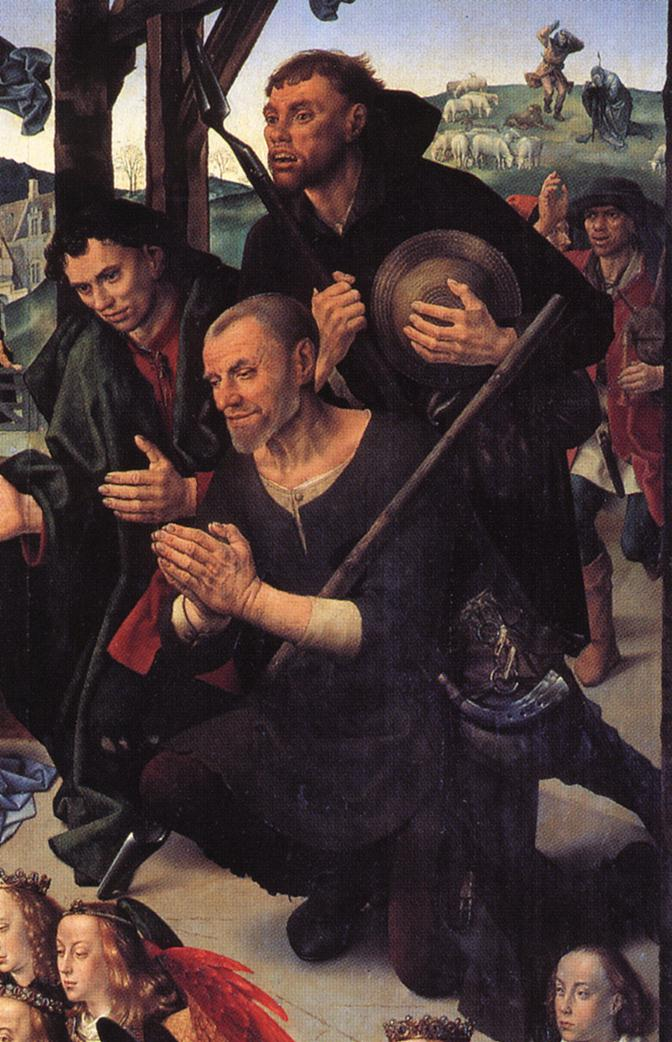
Пастухи
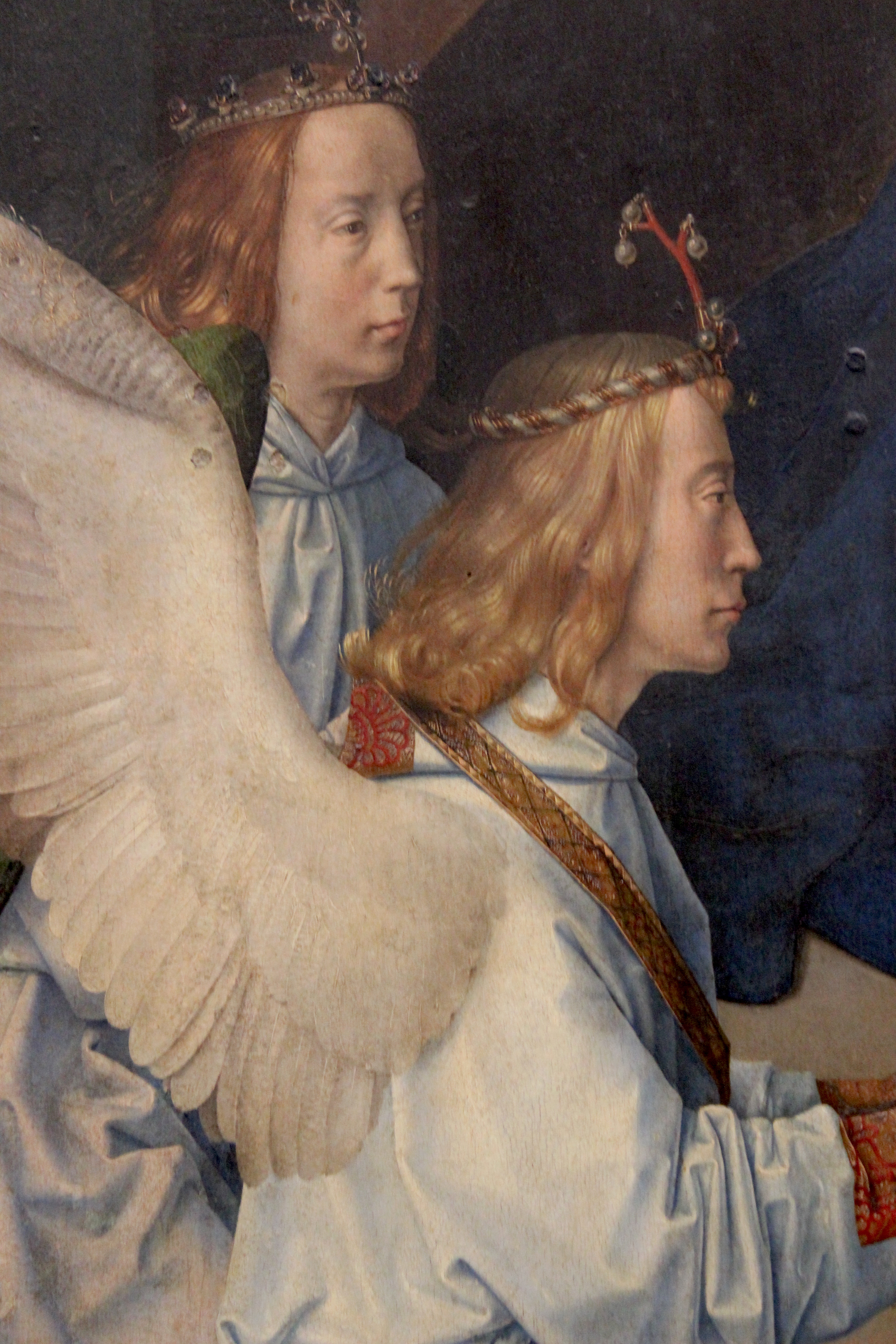
Коленопреклонённые ангелы
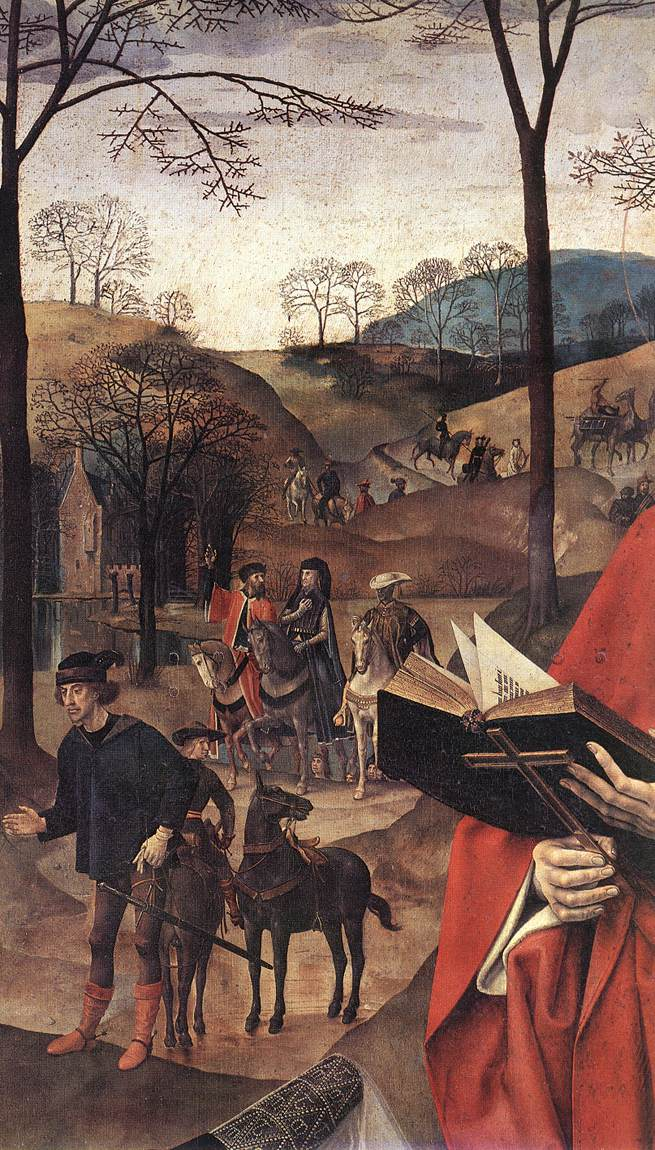
Пастух и три волхва («царя»). Деталь дальнего плана правой створки алтаря
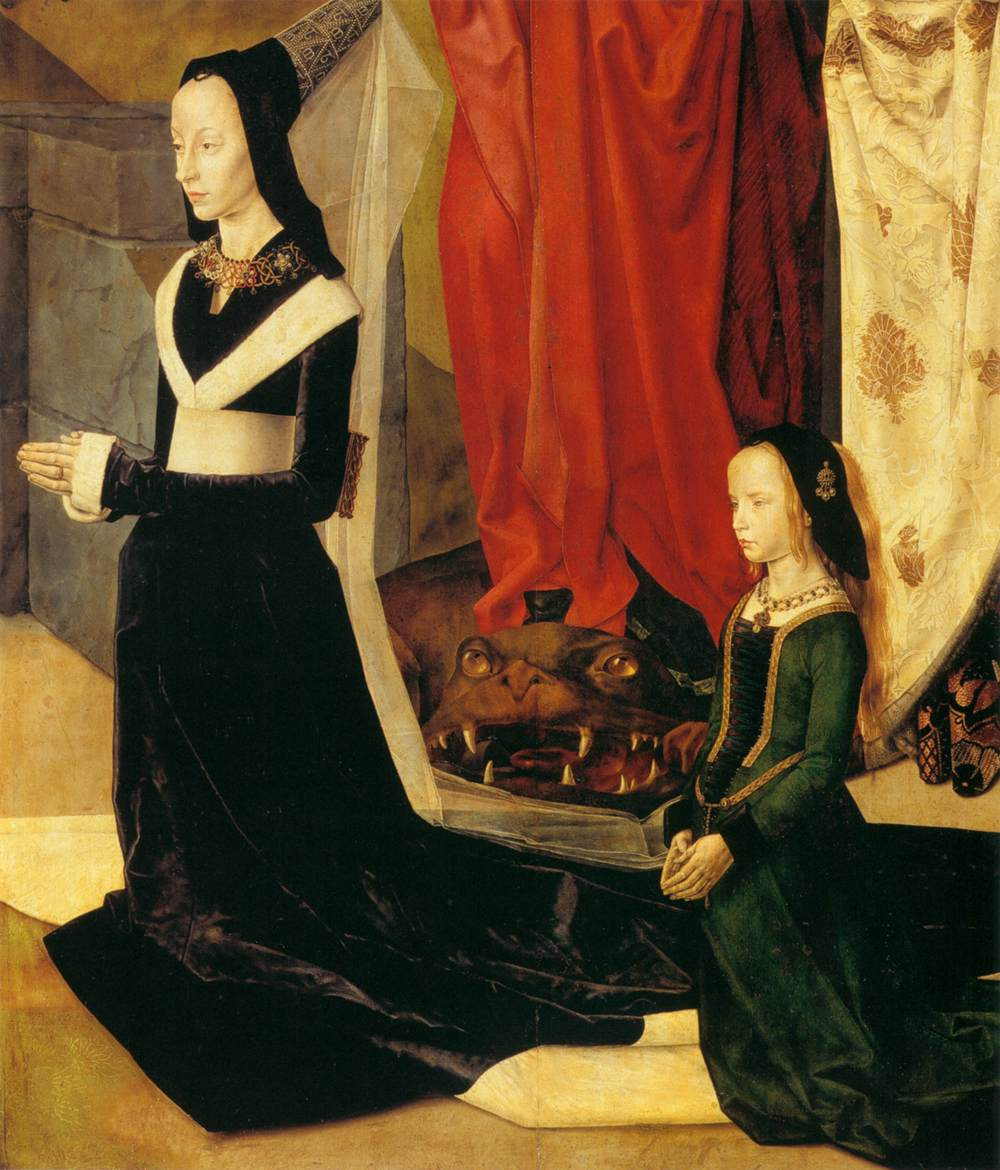
Деталь правой створки. Супруга донатора Мария ди Франческо Барончелли и дочь Маргерита
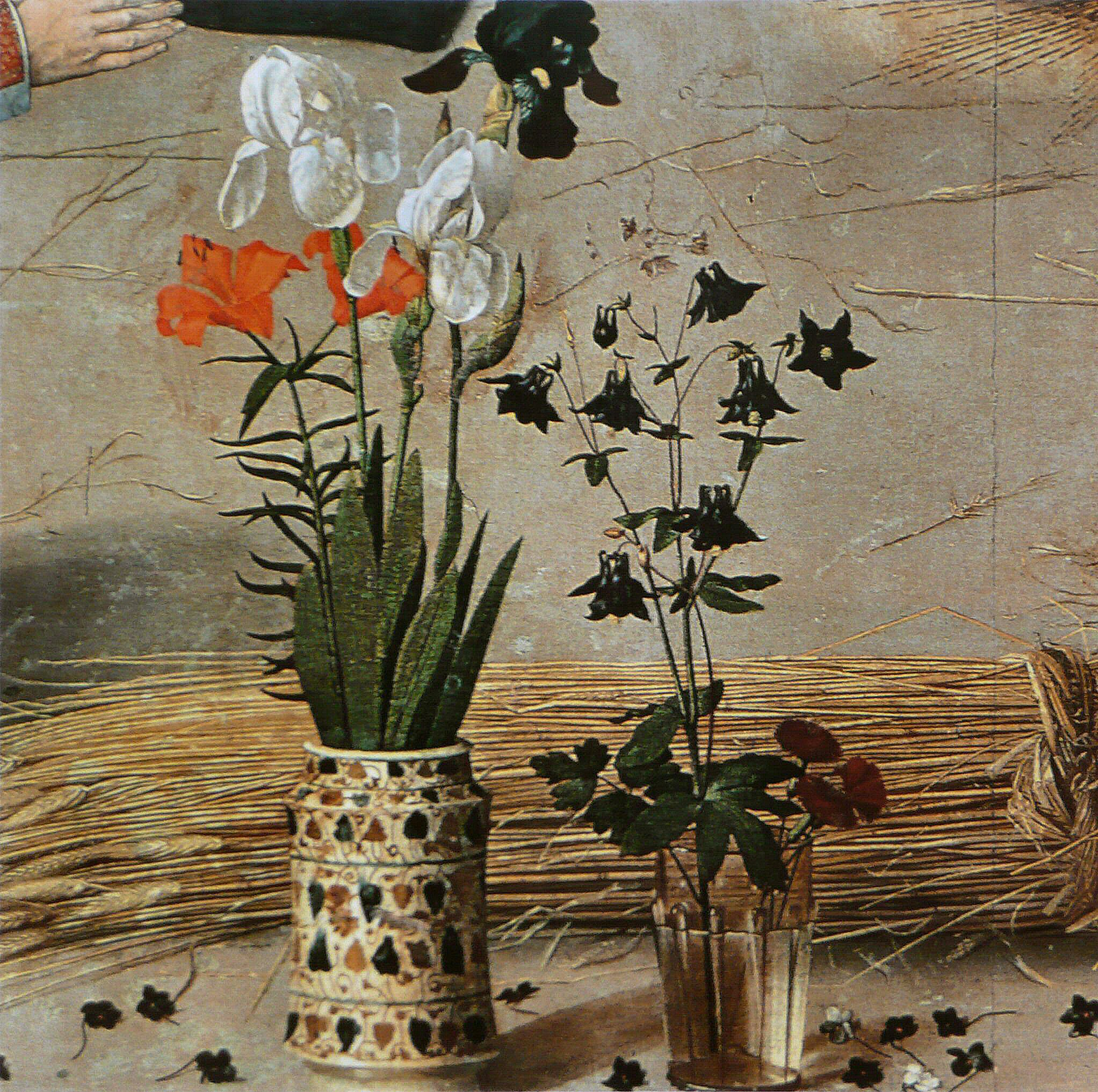
Деталь переднего плана
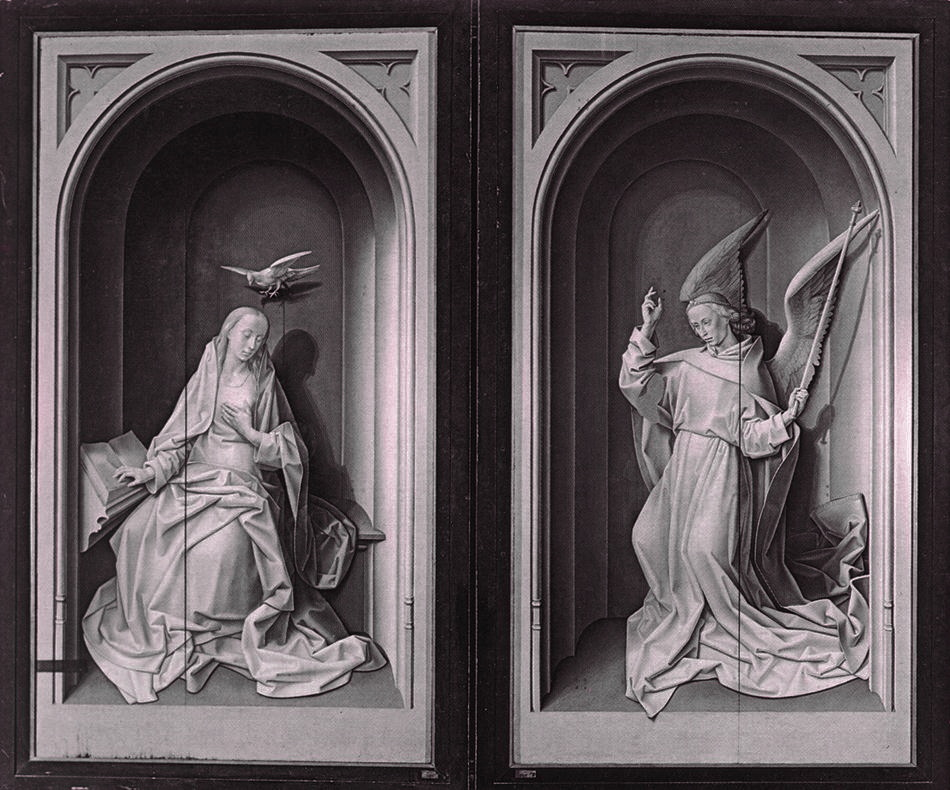
Алтарь Портинари в закрытом виде. Роспись наружных панелей: «Благовещение Деве Марии»